# Alberto Burri
Pour les articles homonymes, voir Burri.
Alberto Burri est un artiste plasticien italien, peintre, graveur et sculpteur né à Città di Castello (Province de Pérouse, Ombrie, Italie) le 12 mars 1915 et mort à Nice (France - Alpes-Maritimes) le 13 février 1995. Il est associé au courant matiériste du mouvement de l'Art informel européen et qualifiait son style de polymatérialiste. Il entretient également des liens avec le spatialisme de Lucio Fontana et aura, avec Antoni Tàpies, une influence sur le renouveau de l'art de l'assemblage d'après-guerre en Amérique (Robert Rauschenberg) comme en Europe.

## Biographie
Après des études de médecine, Alberto Burri obtient son diplôme de médecin de l'université de Pérouse en 1940 et sert dans l'armée allemande  durant la Seconde Guerre mondiale. Capturé avec son unité en Tunisie, il se lance dans la peinture en 1944 alors qu'il est détenu à Hereford (Texas) dans un camp d'internement pour prisonniers de guerre. Il fait alors ses premières expériences de peinture sur des sacs de jute.
Libéré en 1946, il s'installe à Rome où a lieu, l'année suivante, sa première exposition personnelle d'œuvres abstraites constituées de graphismes linéaires à la Galleria La Margherita. En 1948, il y expose ses premiers Bianchi e Catrami (blancs et goudrons).
En 1949, avec SZ1, son premier Sacco imprimé, il commence à réaliser sa célèbre série des Sacchi, dans laquelle il inclut dans la composition des sacs en toile de jute, qu'il peint, racle et plonge dans la colle avant de les recouvrir de linges usés et déchirés, dont il utilise les trous, rapiéçages, abrasions ou éraflures, métaphores glauques de chair humaine meurtrie, blessée et ensanglantée. La même année, il expose à Paris au Salon des réalités nouvelles. De cette époque datent les premiers Catrami (goudrons) et Neri (noirs). Ses premiers grands sacs suivront en 1952.
En 1950, il fonde à Rome le Gruppo Origine (it) avec Giuseppe Capogrossi, Ettore Colla et Mario Balocco. En 1950-1953 il réalise les Muffe (moisissures), puis en 1950-55 la série des Gobbi (bossus) ou dipinti aggettanti.
En 1952, il participe à la XXVIe biennale de Venise, et Lucio Fontana achète une de ses œuvres. L'année suivante, il est le seul artiste italien à participer à l'exposition Younger European Painters, organisée par James-Johnson Sweeney au musée Solomon R. Guggenheim de New York. Robert Rauschenberg lui rend ensuite visite à Rome et les principes qu'il a mis en œuvre sont ensuite repris par les néo-dadaistes américains, dont Burri est considéré comme le précurseur. Avec les expositions de Chicago et New York de 1953, il reçoit une reconnaissance internationale et se rend de 1953 à 1960 aux États-Unis pour donner des cours.
En 1955 il expose à la VIIe Quadriennale nationale d'Art de Rome et à l'Oakland Art Museum.
En 1954-1955 ont lieu les premières Combustioni de plastique brûlé, où les minces couches de plastique, déformées et trouées par les flammes, reprennent le thème de la blessure, physique ou morale. En 1956, c'est Michel Tapié qui présente à la galerie Rive droite à Paris les œuvres d'Alberto Burri après avoir présenté celle de Capogrossi en 1951 dans l'exposition Véhémences confrontées. Ses expositions se succèdent alors sans discontinuer en Italie, en France et aux États-Unis.
À partir de 1956, il introduit, selon le même principe que les séries précédentes, des morceaux de bois (Legni, 1957), de plastique (Plastiche, 1957), de tôles industrielles rouillées et soumises à une forte chaleur (Ferri, 1958).
Il participa aux documenta 2, 3 et 7 de Cassel en 1959, 1964 et 1982.
Il retourne s'installer à Rome en 1960, au moment où est célébrée sa première rétrospective, lors de la Biennale de Venise, à laquelle il participa sept fois de 1952 à 1995.
En 1964 il reçoit le prix Marzotto et, en 1972, son œuvre fait l'objet de deux retrospectives à Turin et à Paris.
Puis, à partir de 1973, il réalise les cretti (crevasses), compositions de très grand format utilisant des résines qui rappellent les crevasses et les fendillements de la boue séchée au soleil. L'utilisation des craquelures comme procédé rythmique n'est pas sans rappeler les céramiques chinoises anciennes (Cesare Brandi).
Burri se lance ensuite, dans les années 1970, dans la réalisation d'œuvres en cellotex (mélange de sciure et de colle) avec très peu de couleurs : noir, blanc et or.
En 1981 la Fondation Burri est inaugurée au palais Albizzini de Città di Castello, avec une première donation de 32 œuvres, complétée en 1990 par de grands cycles picturaux présentés à proximité dans d'anciens séchoirs à tabacs.

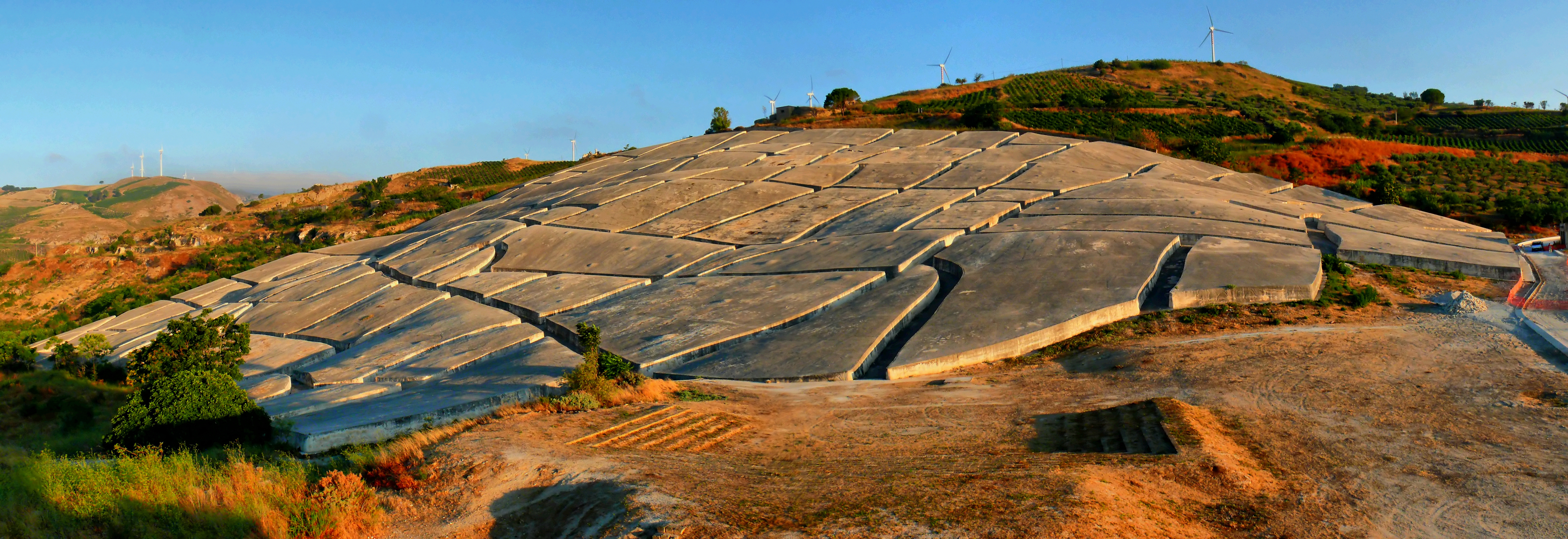
Le « Grande Cretto » à Gibellina.

Dans la ville de Gibellina en Sicile, il réalise entre 1985 et 1989 le Grande Cretto en recouvrant de ciment blanc tout un quartier détruit par un tremblement de terre et abandonné par les habitants. Il s'agit d'un exemple monumental de land art. Il se présente comme une immense chappe (coltre) de ciment blanc qui s'étale sur le flanc sud sud-est de la montagne selon la forme d'un quadrilatère irrégulier de quelque 300 mètres sur 400. Dans le ciment ont été tracées de grandes tranchées, de 1,60 mètre de profondeur et de 2 à 3 mètres de largeur, permettant aux visiteurs de circuler. Elles suivent le tracé des rues de l'ancienne ville, et permettent de restituer l'idée de la cité avant le tremblement de terre.
Il reçoit l'ordre du Mérite italien en 1994, l'année précédant son décès à Nice en 1995.

## Œuvres
- Ferro (1954), huile sur toile conservée au musée Guggenheim.